# Słobodka (rejon bolszesielski)
Słobodka (ros. Слободка) – wieś (dieriewnia) w Rosji, w obwodzie jarosławskim, w rejonie bolszesielskim. W 2010 liczyła 11 mieszkańców.